# Kolumbia na Letnich Igrzyskach Olimpijskich 1936
Kolumbię na Letnich Igrzyskach Olimpijskich 1936 reprezentowało 5 zawodników (5 mężczyzn). Był to 2. start reprezentacji Kolumbii na letnich igrzyskach olimpijskich.

## Reprezentanci

### Lekkoatletyka
| Pedro del Vecchioz   | Trójskok       | ? | ?   | —             | —             | —             | —             | Nie awansował | Nie awansował |               |               |               |               |
| Elias Gutiérrez      | Bieg na 100 m  | ? | 6.  | Nie awansował | Nie awansował | Nie awansował | Nie awansował | Nie awansował | Nie awansował |               |               |               |               |
| Elias Gutiérrez      | rzut oszczepem | x | -   | —             | —             | —             | —             | Nie awansował | Nie awansował | Nie awansował | Nie awansował | Nie awansował | Nie awansował |
| Hernando Navarrete   | Bieg na 5000 m | ? | 12. | —             | —             | —             | —             | Nie awansował | Nie awansował |               |               |               |               |
| José Domingo Sánchez | Bieg na 100 m  | ? | 5.  | Nie awansował | Nie awansował | Nie awansował | Nie awansował | Nie awansował | Nie awansował |               |               |               |               |
| Emilio Torres        | Bieg na 1500 m | ? | 11. | —             | —             | —             | —             | Nie awansował | Nie awansował |               |               |               |               |